# Knobbelmeerkoet
De knobbelmeerkoet of blesmeerkoet (Fulica cristata) behoort tot de familie van de rallen.

## Kenmerken
De vogel is 39 tot 44 cm lang. De knobbelmeerkoet lijkt sterk op de gewone meerkoet. Het verenkleed is dof roetzwart met een wit voorhoofd. In de broedtijd heeft de vogel twee kleine donkerrode knobbels boven de witte voorhoofdsvlek. Deze knobbels verdwijnen na de broedtijd. Verder is de knobbelmeerkoet gemiddeld iets groter, de snavel is wit met een blauwgrijze tint (bij meerkoet roze). De meerkoet heeft een lichte rand aan de armpennen, die ontbreekt bij de knobbelmeerkoet.

## Leefwijze
Hun voedsel is in hoofdzaak plantaardig, dat ze van de bodem grazen van ondiepe wateren. Maar op het land zoeken ze ook naar voedsel. Ze leiden een verborgen bestaan. Zwemmen doet het dier met rukkerige kopbewegingen.

## Verspreiding en leefgebied
Deze soort komt voor in sommige delen van Zuid-Spanje en Marokko, en verder in grote delen van Sub-Saharisch Afrika. Het leefgebied bestaat uit drasland met veel onderwaterplanten, stilstaand water en oevervegetatie zoals riet om in te broeden.

## Status
De knobbelmeerkoet heeft een groot verspreidingsgebied en daardoor is de kans op de status kwetsbaar (voor uitsterven) gering. De grootte van de populatie wordt geschat tussen de honderdduizend en één miljoen individuen. Deze watervogel gaat echter in aantal achteruit. De populaties in Spanje en Marokko worden bedreigd door aantasting van het leefgebied dat in hoog tempo verdwijnt door intensieve landbouw en verstedelijking. Verder vormen in Afrika botulisme en landbouwgif bedreigingen voor de soort. Het tempo van achteruitgang ligt onder de 30% in tien jaar (minder dan 3,5% per jaar). Om deze redenen staat de knobbelmeerkoet als niet bedreigd op de Rode Lijst van de IUCN.